# Bátka
Bátka este o comună slovacă, aflată în districtul Rimavská Sobota din regiunea Banská Bystrica. Localitatea se află la altitudinea de 182 m deasupra n.m., se întinde pe o suprafață de 12,02 km2 și în 2017 număra 892 de locuitori. Se învecinează cu comuna Sútor.

## Istoric
Localitatea Bátka este atestată documentar din 1294.

## Demografie
| An:                | 1994 | 2004    | 2014   | 2024   |
| ------------------ | ---- | ------- | ------ | ------ |
| Număr de persoane: | 840  | 947     | 910    | 822    |
| Diferență:         |      | +12,73% | −3,90% | −9,67% |

| An:                | 2023 | 2024   |
| ------------------ | ---- | ------ |
| Număr de persoane: | 831  | 822    |
| Diferență:         |      | −1,08% |